# TEKA
Die Teka Group ist ein Anbieter von Backöfen, Kochmulden, Abzugshauben, Kühlschränken, Spülmaschinen und anderen Hausgeräten, sowie von Küchenspülen aus Edelstahl und weiteren dekorativen Materialien. Außerdem werden in zwei Werken in China und Ungarn Küchen- und Badarmaturen produziert.
Teka wurde 1924 in Haiger (Hessen) als Thielmann und Klein (TK) gegründet. Als Folge von verschiedenen Firmenzukäufen und internationaler Expansion befindet sich die Unternehmenszentrale der Teka-Gruppe heute in Madrid, von wo aus die 15 Fabriken und über 30 Vertriebsgesellschaften in Europa, Amerika, Asien und Mittlerer Osten gesteuert werden. Die Teka-Gruppe hat als Küchenausstatter in einigen Märkten eine führende Position (Spanien, Portugal, Mexiko, Thailand, UAE). In weiteren zwei Geschäftsbereichen sind die Aktivitäten für die Gastronomie (Küppersbusch Großküchentechnik) und für Sanitärprodukte für Gastronomie und öffentliche Gebäude zusammengefasst. Rund 3600 Mitarbeiter arbeiten für Teka weltweit.

## Geschichte
1924 legte Karl Thielmann, ein Experte für die Herstellung von landwirtschaftlichen Maschinen, den Grundstein für die spätere Teka und erwarb 1936 die Rechte für die Verarbeitung von rostfreiem Stahl, woraus später die Herstellung von Haushaltsgeräten und Spülen von Teka hervorging. 1952 trat Helmut Klein als Partner in das Unternehmen ein und beide gründeten drei Jahre später die Marke Teka, die ihren Namen von den Initialen beider Gründer erhielt (TK). Zu diesem Zeitpunkt hatte sich das Unternehmen auf die Herstellung von Spülen spezialisiert und seinen Katalog um Kochmulden/-platten, Backöfen und Dunstabzugshauben erweitert. Teka expandierte bereits sehr früh weltweit und verlegte aufgrund der Bedeutung dieses Marktes für das Unternehmen 1964 die Zentrale nach Santander (Spanien) und firmierte fortan als Teka Industrial S.A.
In den siebziger Jahren begann das Unternehmen unter der Leitung von Klaus Graf mit der Expansion aus Europa heraus in den Rest der Welt und erreichte in den folgenden Jahrzehnten fünf Kontinente. 2009 wurde eine weitere Produktionsstätte in Weihai, China, eingeweiht, so dass mit der Armaturenfabrik in Kaiping und der Niederlassung in Shanghai eine bedeutende Präsenz in diesem wichtigen Markt entstand. Daneben bestehen auch Tochtergesellschaften in Vietnam, Thailand, Malaysia, Indonesien und Singapur. In Lateinamerika ist Teka mit eigenen Niederlassungen in Chile, Ecuador, Peru, Venezuela und Mexiko vertreten. 2012 trat Klaus Graf als Vorsitzender von Teka Industrial nach 48 Jahren an der Spitze des Unternehmens aufgrund seines fortgeschrittenen Alters zurück und Maximilian Brönner folgte ihm nach. In der Folge strukturierte sich das Unternehmen neu: eine Holding in der Schweiz (Heritage B) wurde gegründet, die als Dachorganisation für die beiden Geschäftsaktivitäten Teka-Group und Thielmann fungiert. In Thielmann wurden die Aktivitäten für Container (Bierfässer, Industriecontainer) gebündelt, in der Teka-Gruppe die für Küche und Bad; beide Gruppen sind Schwesterunternehmen im Verbund der Holding Heritage B.

## Präsenz in Deutschland
Die Teka-Gruppe ist seit ihrer Gründung 1924 ununterbrochen auf dem deutschen Markt präsent. 1999 wurde das Traditionsunternehmen Küppersbusch AG in Gelsenkirchen erworben, das heute als Küppersbusch Hausgeräte GmbH und Küppersbusch Großküchentechnik GmbH firmiert. Am historischen Standort in Gelsenkirchen werden derzeit Produkte für die Gastronomie und die Großküche gefertigt. Dort befindet sich auch die Deutschland- und Zentraleuropa-Zentrale der Teka-Gruppe. Zuvor wurde 2012 die vormalige Teka Küchentechnik GmbH in Haiger geschlossen und 190 Arbeitsplätze abgebaut. Zwischenzeitlich (2013–2016) wurde die Marke Teka in Deutschland über ein konzernfremdes Unternehmen vertrieben, 2017 jedoch wieder eingegliedert und heute über die Niederlassung in Gelsenkirchen vermarktet. Die Marke Teka bedient mit Hausgeräten, Spülen und Armaturen mittlere Marktsegmente, Küppersbusch eher den oberen Preisbereich. Die Marken Teka und Küppersbusch werden mit einer eigenen Außendienstorganisation in Deutschland vertrieben. Der Kundendienst und die Garantie werden entweder durch eigene Techniker (vor allem in Ballungsräumen) oder durch Partnerunternehmen gewährleistet.

## Sportsponsoring
Die Teka-Gruppe ist ein Unternehmen mit einer Sport-Sponsoring-Tradition. Racing Santander war das erste spanische Fußballteam mit Trikotwerbung. Bekannt wurde Teka weltweit auch durch das über acht Jahre lange Sponsoring von Real Madrid. In dieser Zeit gewann Real Madrid zwei Europapokale und den Intercontinental-Cup.
Seit mehr als 30 Jahren tritt Teka als Sportsponsor auf, unter anderem im Bereich Handball mit Teka Cantabria, mit dem Radsportteam Teka und mit dem Teka Suzuki Motocross Team. Für einige Jahre war Teka auch Sponsor der World MX1 Motocross Championship. Im Jahr 2010 nahm Teka als Sponsor einer Yacht in der zweiten Auflage des Barcelona World Race teil, ebenso bei der Rallye Dakar 2013. Der Konzern tritt auch in Sportarten wie Polo als Sponsor auf.
2016 wurde begonnen, das Sportsponsoring zu reduzieren und mehr Mittel in den Imageaufbau der Marke zu investieren. 2018 wurde erstmals wieder ein Fernsehspot der Marke Teka ausgestrahlt.